# Hinsie Artzt
Johan Henrik (Hinsie) Artzt, född 1704, död 1765, var en svensk konstnär. Han var gift med Anna M. Kumlin. Artzts konst består av porträttmålningar utförda i pastell.